# Старый Салтов

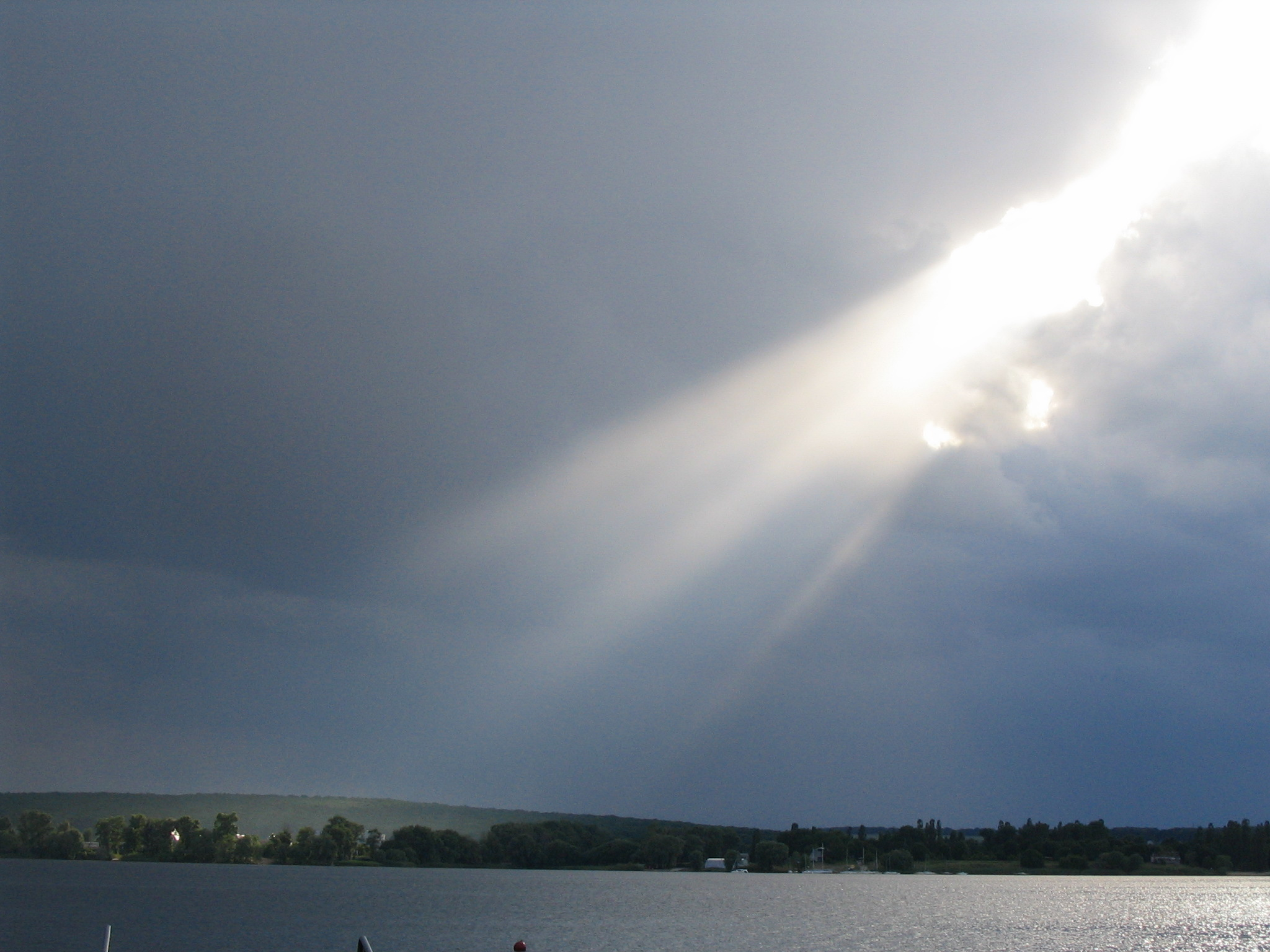
Печенежское водохранилище

Ста́рый Са́лтов (укр. Старий Салтів) — посёлок в Чугуевском районе Харьковской области Украины. Большей частью разрушен в ходе боёв при вторжении России на Украину.

## География
Посёлок городского типа Старый Салтов находится на расстоянии 45 км от Харькова и в 28 км от Волчанска на правом берегу Печенежского водохранилища (река Северский Донец), через которое имеются дамба и мост.
Посёлок состоит из двух частей, разнесённых на 1 км и разделённых большим лесным массивом (дуб).
Через посёлок проходит автомобильная дорога Т-2104 Харьков-Волчанск, в 2-х км ниже по течению расположено село Молодовая.
Вокруг посёлка на берегу водохранилища имеются несколько баз отдыха, самая большая — имени Соича.

## История
- Слобода[8] Нижний либо Новый Салтов (по отношению к уже существовавшему Верхнему, или просто Салтову) основана казаками в самом начале XVIII века под высоким правым[8] берегом реки Северский Донец.
- В 1704 году сооружён соборный храм.
- В 1705 году в слободу переселены из Верхнего Салтова по грамоте Императора Всероссийского Петра Первого 670 человек.
- В 1786 году в Салтове проживало около 3000 человек.
- С 1765(?) — город, центр Салтовского уезда Белгородской губернии. Уезд передан в Слободскую губернию в 1779, ликвидирован в ходе административной реформы в 1780; в том же году город стал заштатным.
- С 1780 года Старый Салтов является волостным центром Волчанского уезда Харьковского наместничества, затем Харьковской губернии.
- В 1890 году открыта однолетняя школа.
- В начале XX века работают фельдшерский пункт, мельница, 3 маслобойных и кирпичных завода.
- С весны 1923 года — административный центр Старо-Салтовского района Харьковской губернии, вошедшей в 1932 году в образованную Харьковскую область Украинской Советской Социалистической Республики.[9]
- В 1932 году была создана Старосалтовская машинно-тракторная станция, которая в 1941 имела 115 тракторов, 35 сеялок, 25 автомобилей, 32 комбайна, 70 тракторных плугов и другую технику.
- В 1940 году, перед Великой Отечественной войной, Старый Салтов состоял только из нижней, прибрежной части; в нём были 777 дворов, машинно-тракторная станция, засолочный и мукомольный заводы, лесничество и райисполком.[10]
- Во время Великой Отечественной войны в самом конце октября 1941 года посёлок был оккупирован немецкими войсками. Окончательно освобождён в начале августа 1943 года.
- 12 марта 1942 года РККА освободила Старый Салтов и создала Старосалтовский плацдарм.[11]
- 12 мая 1942 года РККА начала наступление на вермахт с двух направлений — из Барвенково и Салтова (с Салтовского плацдарма на правобережье С. Донца) — с целью окружить оккупированный немцами 24-25 октября 1941 года Харьков (закончившееся Барвенковским котлом).[11] Пространство между Салтовом, Непокрытой и Перемогой на месяц стало местом ожесточённых боёв.
- 9-10 июня 1942 года немцы опять оккупировали Ст. Салтов[11] и продолжили развивать наступление на рубеж реки Оскол-Воронеж.
- Во время войны были разрушены 142 здания; оккупанты разграбили всё имущество колхозов «Прогресс» и «Красная звезда» и Старосалтовской МТС.
- 386 уроженцев Старого Салтова были удостоены государственных наград за участие в Великой Отечественной войне.
- Сразу после ВОВ в Салтове было 792 двора, 4 озера, райсовет, МТС, кирпичный завод, два мукомольных комбината.[3]
- В 1963 году Старосалтовский район был расформирован; Старый Салтов вошёл в состав Волчанского района.
- В 1964 построено Печенежское водохранилище, называемое также Салтовское море, заполнявшееся водой несколько лет.
- В 1966 году население составляло 2242 человека; в селе действовали электростанция, маслозавод, радиоузел на 1500 точек, быткомбинат, пищевой комбинат, ремстройконтора, «Межколхозстрой», отделение «Сельхозтехники», 19 магазинов, три столовых, чайная, больница на 100 коек, две средние школы, детсад, ясли, пять библиотек с фондом 64 тыс.книг; специализированный овоще-молочный колхоз «Салтовский» с 6497 га земли (в том числе 4190 га пашни и 121 га садов), в котором было 2100 голов крс, 1320 свиней, 66 тракторов, 14 комбайнов и 33 автомобиля.
- В 2000 году посёлку присвоен статус посёлка городского типа.
- После упразднения 19 июля 2020 Волчанского района вошёл в состав Чугуевского[12][13].
- В феврале 2022 года в ходе вторжения России на Украину Старый Салтов был занят российскими войсками. 2 мая в ходе контрнаступления украинских войск посёлок был освобождён[14]. В ходе боёв был большей частью разрушен[7].

## Население
По данным переписи 2001 года население составляло 4073 человека, на 1 января 2013 года — 3647 человек.
Большая часть населения — православные украинцы, самое большое национальное меньшинство — русские. Также проживают представители других национальностей.

## Экономика
- В Старом Салтове есть молочно-товарная ферма, машинно-тракторные мастерские, сельхозтехника.
- Лесничество.

## Объекты социальной сферы
- Школа.
- Дом культуры.
- Больница.

## Достопримечательности
- Салтовский птичий заповедник.
- Печенежское водохранилище.
- Салтовская дамба.
- Салтовский яхт-клуб.
- Братская могила советских воинов.

## Туризм
На берегах Печенежского водохранилища расположено множество крупных санаториев и домов отдыха. Работает пять яхт-клубов (первый и основной — «Фрегат» ЗТМ им. Малышева, открытый в конце 1960-х годов), имеются несколько пляжей по обоим берегам водохранилища.

## Транспорт
Автомобильные дороги соединяют Старый Салтов с Харьковом, Волчанском и другими населёнными пунктами района. Работала автостанция.

## Исторические факты
- Топонимическое название «Старый Салтов» исторически неверно. Старым как раз является просто Салтов, называемый сейчас Верхний Салтов. Он как минимум на 550 (с учётом аланского поселения — более чем на 900 лет) древнее как населённый пункт, чем основанный только в 18 веке новый Салтов, именуемый сейчас Старым.